# Hideki Tōjō
Hideki Tōjō (東條 英機?, Tōjō Hideki; Tokyo, 30 dicembre 1884 – Tokyo, 23 dicembre 1948) è stato un generale e politico giapponese e ricoprì l'incarico di 40º Primo ministro del Giappone durante la seconda guerra mondiale, dal 18 ottobre 1941 al 22 luglio 1944.
Figlio di un generale dell'esercito, fu nominato a sua volta generale nel 1933. Rientrato da missioni in Europa nei primi anni venti, fu attivo nella politica militare tra le file dei nazionalisti modernizzatori, opponendosi alla corrente nazionalista reazionaria. Dall'incidente del 26 febbraio 1936, un tentativo di colpo di Stato militare da parte di quest'ultima, fallito solo per la fermissima opposizione dell'imperatore Hirohito, la corrente cui apparteneva dominò incontrastata la vita militare e, in misura crescente, quella politica.
Alla vigilia dell'espansione nipponica della guerra in Asia e nel Pacifico, era un esplicito sostenitore di un attacco preventivo contro gli Stati Uniti e i loro alleati europei. Dopo essere stato nominato primo ministro il 17 ottobre 1941, comandò il Giappone durante la seconda guerra mondiale conquistando gran parte del Sud-est asiatico e delle isole del Pacifico. Nel corso della guerra, fu responsabile di numerosi crimini di guerra, tra cui il massacro, le carestie provocate sui civili insieme a milioni di prigionieri di guerra, nell'ambito del più ampio olocausto asiatico.
Dopo la fine della seconda guerra mondiale, fu arrestato, condannato a morte per crimini di guerra dal Tribunale Militare Internazionale per l'Estremo Oriente e giustiziato per impiccagione il 23 dicembre 1948.

## Biografia

### I primi anni
Hideki Tōjō nacque nel distretto di Kōjimachi, a Tokyo, il 30 dicembre 1884, figlio terzogenito di Hidenori Tōjō, tenente generale dell'esercito imperiale giapponese. Successivamente, cambiò il proprio nome di nascita dal cinese "Eiki" al giapponese "Hideki" (vedi on'yomi). Nel 1899, entrò nella scuola di cadetti dell'esercito per poi diplomarsi all'accademia militare giapponese, decimo su 363 cadetti, nel marzo 1905, ottenendo poco dopo il grado di sottotenente nella fanteria nazionale. Nel 1909 sposò Katsuko Itō, con la quale ebbe tre figli e quattro figlie. Dal 1928 divenne capo del bureau dell'esercito giapponese, venendo poco dopo promosso colonnello. Iniziò quindi a interessarsi attivamente alla politica militarista durante la sua tenuta del comando del 1º reggimento di fanteria imperiale.
Nel 1933, venne promosso maggiore generale e prestò servizio come capo del dipartimento del personale nel Ministero della guerra giapponese. Nominato comandante della 25ª brigata di fanteria nell'agosto 1934, nel settembre 1935 assunse il comando del Kempeitai nell'esercito Kwantung in Manciuria. Il suo orientamento politico era filofascista, nazionalista e militarista, ed era soprannominato Kamisori, letteralmente "rasoio", per la sua reputazione di abile stratega.
Durante il tentativo di colpo di Stato del 26 febbraio 1936, Tōjō e Shigeru Honjō, sostenitore di Sadao Araki, si opposero ai ribelli. L'imperatore Hirohito venne oltraggiato dai suoi più fidati consiglieri e, dopo una breve crisi politica, i ribelli vennero costretti alla resa. Successivamente, la fazione Tōseiha riuscì a epurare dall'esercito gli ufficiali più radicali, processando e condannando a morte i capi del colpo di Stato. Dopo l'epurazione, Tōseiha e la fazione Kōdōha si unificarono con intenti nazionalisti, con Tōjō in posizione dominante. Venne promosso a capo di stato maggiore dell'esercito Kwantung nel 1937, posizione nella quale fu responsabile delle operazioni per l'ulteriore penetrazione giapponese in Mongolia e nel Manciukuo. Nel luglio 1937, guidò personalmente le proprie unità della 1ª brigata indipendente mista nell'operazione Chahar, la sua unica vera operazione di combattimento.
Dopo l'incidente del ponte Marco Polo, che diede inizio alla seconda guerra sino-giapponese, ordinò alle sue forze di attaccare Hopei e altri obbiettivi chiave nel Nord della Cina. Ricevette i rifugiati ebrei secondo la tradizione nazionale giapponese di quel tempo, contrapponendosi alla politica dei nazisti che per questo protestarono col governo del Giappone. Venne richiamato in Giappone nel maggio 1938 per prestare servizio come vice-ministro dell'esercito sotto Seishirō Itagaki. Dal dicembre 1938 al 1940 fu ispettore generale dell'aviazione militare giapponese.

### Primo ministro
Il 22 luglio 1940, venne nominato ministro dell'esercito nel II governo di Fumimaro Konoe, e rimase in tale posizione anche nel III gabinetto di governo di Konoe. Fu uno strenuo sostenitore del Patto tripartito tra Giappone, Germania nazista e Italia fascista. Come ministro dell'esercito, continuò il rafforzamento dell'esercito con l'espansione graduale in Cina.
Dopo i negoziati con la Francia di Vichy, il Giappone ottenne il permesso di piazzare le proprie truppe nell'Indocina francese nel luglio 1941. Malgrado il riconoscimento formale del governo di Vichy, gli Stati Uniti imposero delle sanzioni economiche al Giappone nell'agosto di quell'anno, tra le quali spiccava l'embargo totale sulle esportazioni di petrolio e gasolio.
Il 6 settembre, durante un'apposita conferenza imperiale, si risolse di definire la questione a livello diplomatico. Il 14 ottobre ancora non si era trovato un accordo. Il primo ministro Konoe diede la parola a Tōjō durante l'ultimo incontro del suo gabinetto di governo e questi così si espresse:
L'opinione prevalente dell'esercito giapponese dell'epoca era che i continui negoziati potessero rivelarsi dannosi. Hirohito era convinto di poter facilmente controllare le posizioni più radicali in seno all'esercito grazie alla figura carismatica di Tōjō, che aveva espresso delle riserve sul fatto di entrare in guerra con l'Occidente. L'imperatore si rendeva comunque conto che Tōjō non sarebbe stato in grado di evitare lo scoppio del conflitto. Il 13 ottobre dichiarò al lord del sigillo imperiale Kōichi Kido: "Vi sono poche speranze nell'attuale situazione per i negoziati tra Stati Uniti e Giappone. Questa volta, se le ostilità scoppieranno nuovamente, dovrò dichiarare guerra".
Il 16 ottobre, Konoe, politicamente isolato e convinto che l'imperatore non gli riponesse più fiducia, diede le proprie dimissioni. Successivamente, così si giustificò al suo capo segretario, Kenji Tomita:
A quel tempo si diceva che il principe Naruhiko Higashikuni fosse l'unica persona in grado di controllare l'esercito e la marina, così venne raccomandato da Konoe e da Tōjō al posto di Konoe. Hirohito rigettò questa proposta, ritenendo che un membro della famiglia imperiale non dovesse avere la responsabilità della guerra con l'Occidente. Su proposta di Kōichi Kido scelse invece Tōjō, conosciuto per la sua devozione alle istituzioni imperiali. L'imperatore lo convocò il giorno prima che iniziasse il proprio ministero.
Tōjō scrisse nel proprio diario: "Pensavo di essere stato convocato perché l'imperatore era arrabbiato per le mie opinioni." Invece ottenne l'ordine dall'imperatore: realizzare una revisione politica su quanto era stato sancito dalla conferenza imperiale. Tōjō, che era sul piede di guerra, accettò comunque di eseguire questo ordine e obbedì. Secondo il colonnello Akiho Ishii, membro dello stato maggiore generale dell'esercito giapponese, il primo ministro mostrò un grande senso del dovere e di lealtà nei confronti dell'imperatore con questo atto. Ad esempio, quando Ishii ricevette da Hirohito una comunicazione secondo la quale l'esercito in Cina doveva predisporsi alla lotta contro le potenze occidentali, egli scrisse una replica per il primo ministro per fargli avere un'udienza con l'imperatore al fine di discutere la faccenda. Tōjō replicò a Ishii: "Se l'imperatore ha detto che così dev'essere, questo valga per me. Uno non può discutere con l'imperatore."
Il 2 novembre, Tōjō e i capi di stato maggiore Hajime Sugiyama e Osami Nagano riferirono a Hirohito che la revisione non aveva avuto alcun effetto e l'imperatore diede il proprio consenso alla guerra.
Il giorno successivo, l'ammiraglio della flotta Osami Nagano spiegò nel dettaglio all'imperatore il programma dell'attacco a Pearl Harbor. La flotta sarebbe stata agli ordini dell'ammiraglio Isoroku Yamamoto, che però avrebbe potuto tornare in Giappone se gli accordi diplomatici avessero avuto successo.
Due giorni dopo, il 5 novembre, Hirohito approvò i piani operativi per la guerra e continuò per tutto il mese a consultarsi con Tōjō e i vertici militari. Il 1º dicembre si tenne un'altra conferenza, a cui era presente Tōjō, durante la quale fu sancita la "guerra contro Stati Uniti, Inghilterra e Olanda". La mattina del 7 dicembre 1941 la marina giapponese attaccò la base navale statunitense a Pearl Harbor, alle Hawaii.

### Durante la guerra
Continuò a mantenere la posizione di ministro della guerra anche durante il periodo in cui fu primo ministro, dal 17 ottobre 1941 al 22 luglio 1944. Fu contemporaneamente anche ministro dell'interno dal 1941 al 1942, ministro degli affari esteri nel settembre 1942, ministro dell'educazione nel 1943 e ministro del commercio e dell'industria nel 1943.
Come ministro dell'educazione, continuò il piano di indottrinamento militaristico e nazionalistico nel sistema scolastico nazionale e riaffermò la politica totalitarista del governo. Come ministro dell'interno ordinò diverse misure eugenetiche, inclusa la sterilizzazione dei "minorati mentali". Godette di grande popolarità nei primi due anni di guerra, quando le forze giapponesi sembravano destinate alla vittoria finale.
Dopo la sconfitta giapponese nella battaglia delle Midway (4-6 giugno 1942), che segnò la svolta delle sorti del conflitto in favore degli alleati, dovette invece scontrarsi con la crescente opposizione anche all'interno del proprio governo e dell'esercito. Per rafforzare la propria posizione, nel febbraio 1944 assunse anche l'incarico di capo di stato maggiore dell'esercito imperiale giapponese. Nei mesi successivi, la posizione delle forze armate giapponesi divenne sempre più precaria e, con la caduta di Saipan del 9 luglio 1944, fu costretto a dimettersi il successivo 18 luglio.

### Cattura, processo ed esecuzione

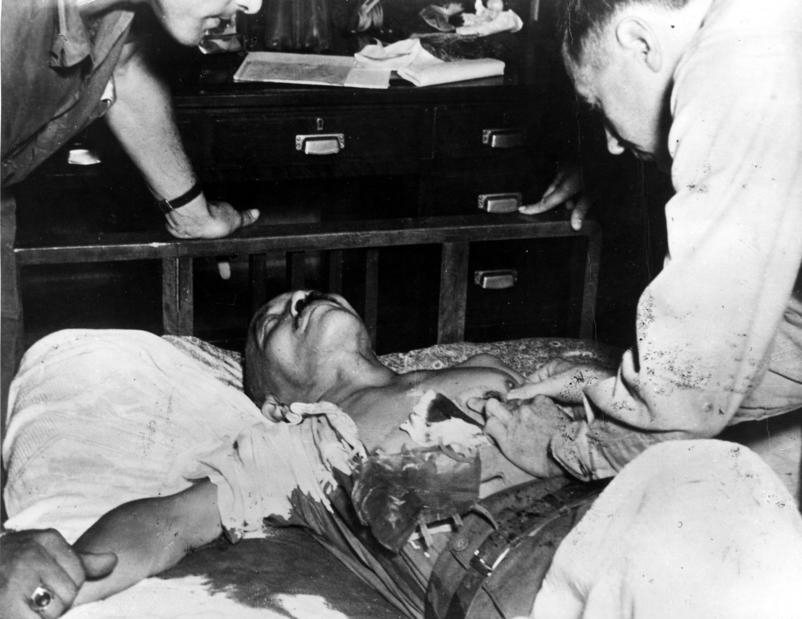
Tōjō dopo il suo tentativo di suicidio.

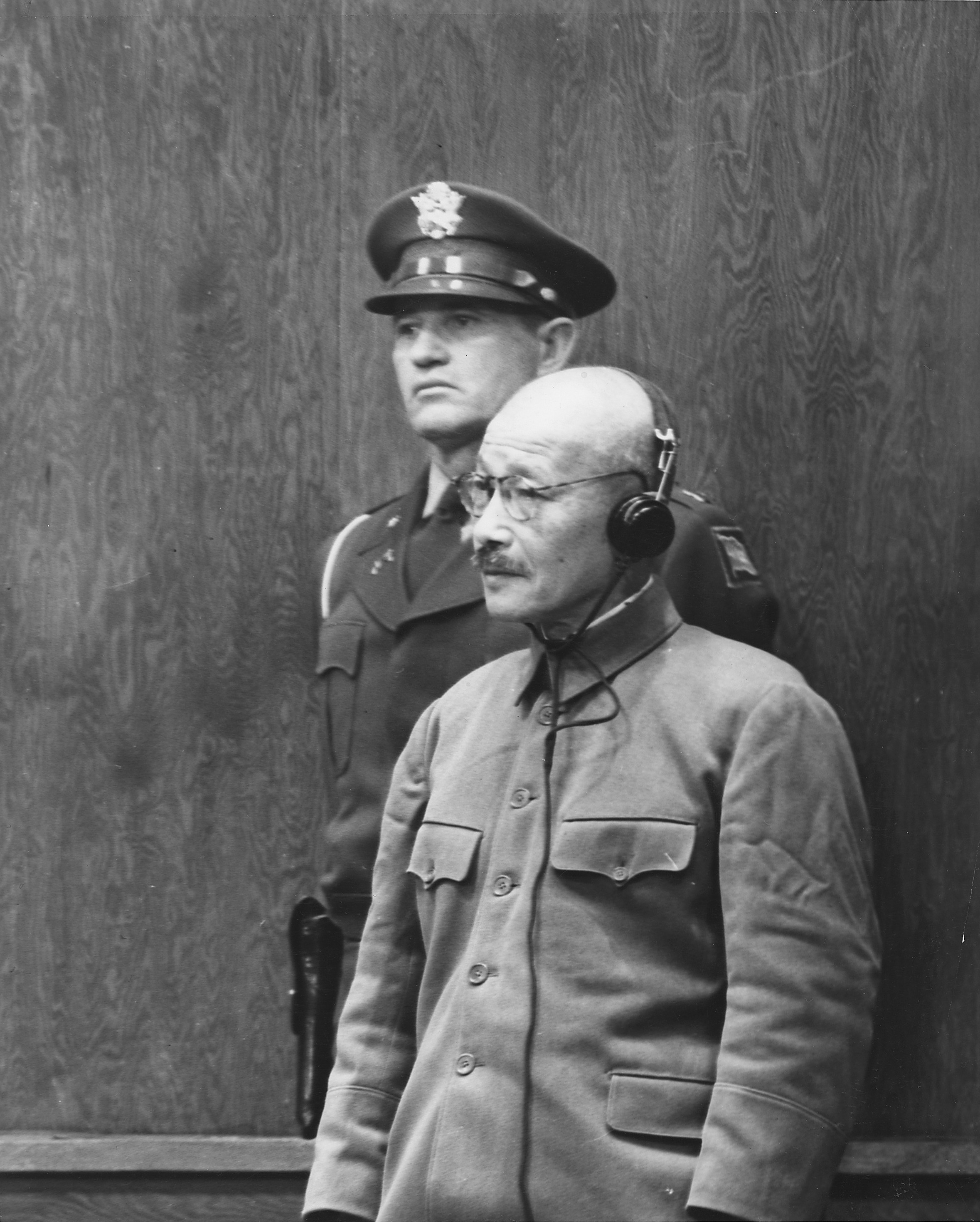
Il generale Tōjō ascolta la sua sentenza di morte durante il processo per crimini di guerra di Tokyo.

Dopo la resa incondizionata del Giappone nel 1945, il generale statunitense Douglas MacArthur emise un ordine di arresto per quaranta criminali di guerra, tra cui Tōjō. Presto, la sua casa a Setagaya venne assediata da personalità della stampa e da fotografi. Tre soldati americani (il caporale Paul Korol, il soldato di prima classe John Potkul e il soldato di prima classe James Safford) e due ufficiali dell'intelligence (uno dei quali, John J. Wilpers III, ha ricevuto nel 2010 la Bronze Medal in riconoscimento del suo servizio, al compimento del suo 90º compleanno) vennero inviati ad arrestarlo. Due corrispondenti di guerra americani, Hugh Bailey e Russell Braun, lo avevano poco prima intervistato e furono presenti all'arresto. Sentendosi braccato, in pieno spirito tradizionale giapponese, tentò di suicidarsi e sul posto dovette accorrere un medico.
Penetrati nella casa, gli agenti americani lo trovarono a terra. Il dottor Suzuki, esaminandolo, vide che aveva tentato di suicidarsi sparandosi al petto con una pistola, ma nella concitazione il colpo era andato a colpire lo stomaco. Col sangue che gli sgorgava dalla ferita, disse ai presenti: "Mi dispiace che ci stia impiegando così tanto a morire. La Guerra della Grande Asia Orientale è stata giustificata e giusta. Mi dispiace per la nazione e per tutte le razze delle grandi potenze asiatiche. Aspetto il giusto giudizio della storia. Ho cercato di suicidarmi, ma qualcosa è andato storto".
Venne posto agli arresti nell'ospedale dell'esercito americano in Giappone. Dopo essersi ripreso dalle ferite, venne spostato nella prigione di Sugamo. Mentre si trovava in carcere, venne operato ai denti dal dottor Jack Mallory, che incise la frase "Ricorda Pearl Harbor" in codice Morse sui suoi denti.
Venne processato dal Tribunale Militare Internazionale per l'Estremo Oriente per crimini di guerra con i seguenti capi d'imputazione:
- Art. 1 (aver provocato una guerra d'aggressione, guerra o guerra con violazione dei diritti internazionali);
- Art. 27 (aver provocato una guerra contro la Repubblica di Cina senza provocazione precedente);
- Art. 29 (aver provocato una guerra d'aggressione contro gli Stati Uniti);
- Art. 31 (aver provocato una guerra d'aggressione contro il Commonwealth Britannico);
- Art. 32 (aver provocato una guerra d'aggressione contro il Regno dei Paesi Bassi);
- Art. 33 (aver provocato una guerra d'aggressione contro la Repubblica Francese);
- Art. 54 (aver ordinato, autorizzato e permesso trattamenti inumani per i prigionieri di guerra e altri, in violazione della Convenzione di Ginevra).

Si assunse la piena responsabilità per le proprie azioni durante la guerra dicendo:
Venne condannato a morte il 12 novembre 1948 e giustiziato per impiccagione quarantuno giorni dopo, il 23 dicembre 1948. Prima della sua esecuzione, consegnò i suoi nastri militari al soldato di prima classe Kincaid, una delle sue guardie carcerarie, e tali onorificenze si trovano ora nel museo nazionale per l'aviazione navale di Pensacola, Florida. Tra le sue ultime parole, si scusò per le atrocità commesse dall'esercito giapponese e chiese agli statunitensi di avere compassione del popolo giapponese, che aveva sofferto della devastazione degli attacchi aerei e di due bombe atomiche.
Molti storici hanno criticato la posizione del generale Douglas MacArthur e del suo staff per aver esonerato l'imperatore Hirohito e tutti i membri della famiglia imperiale dalle accuse di crimini di guerra, scaricando tutte le responsabilità su Tōjō, che ne divenne il capro espiatorio.
Oggi è onorato presso il Santuario Yasukuni.